# Nebulosa da Ampulheta
A Nebulosa da Ampulheta (também conhecida como MyCn 18) é uma nebulosa planetária jovem na constelação de Musca. Foi descoberto por Annie Jump Cannon e Margaret W. Mayall durante seu trabalho em um extenso Catálogo Henry Draper (o catálogo foi construído entre 1918 e 1924). Na época, foi designada simplesmente como uma pequena nebulosa planetária fraca. Telescópios e técnicas de imagem muito melhorados permitiram que a forma de ampulheta da nebulosa fosse descoberta por Romano Coradi e Hugo Schwarz em imagens tiradas durante 1991-1992 no Observatório Europeu do Sul. Conjectura-se que a forma de ampulheta do MyCn 18 é produzida pela expansão de um vento estelar rápido dentro de uma nuvem de expansão lenta que é mais densa perto de seu equador do que seus polos. As cores vivas emitidas pela nebulosa são o resultado de diferentes "conchas" de elementos sendo expelidas da estrela moribunda, neste caso hélio, nitrogênio, oxigênio e carbono.
A Nebulosa da Ampulheta foi fotografada pela Wide Field and Planetary Camera 2 do Telescópio Espacial Hubble.
Uma "Nebulosa da Ampulheta" menos famosa está localizada dentro da Nebulosa da Lagoa.